# Пендолино
Пендолино (на италиански: pendolo ˈpɛndolo „махало“, и -ino, умалителен суфикс) e италианско семейство от накланящи се влакове, използвани в Италия, Испания, Португалия, Словения, Финландия, Руската федерация, Чехия, Великобритания, Швейцария, Китай, Полша и за кратко в Румъния. Базиран на дизайна на италианското ETR 401 и британския модерен пътнически влак, този влак е разработен допълнително и произвеждан от Фиат Феровиария, компания, която впоследствие е закупена от Алстом през 2002.
Идеята за накланящите се при движение влакове става популярна на Запад през 60-те и 70-те, когато различни оператори на железници са впечатлени от високоскоростните влакове, реализирани във Франция и Япония, чудейки се как по подобен начин да увеличат скоростта на пътуването, без да е необходимо да се построява специална паралелна железопътна мрежа (каквато е била всъщност практиката в тези две страни). С накланянето, влакът може да преминава през кривини, предназначени за по-бавни влакове, при по-високи скорости, без да причинява дискомфорт на пътниците.
|  | Тази страница частично или изцяло представлява превод на страницата Pendolino в Уикипедия на английски. Оригиналният текст, както и този превод, са защитени от Лиценза „Криейтив Комънс – Признание – Споделяне на споделеното“, а за съдържание, създадено преди юни 2009 година – от Лиценза за свободна документация на ГНУ. Прегледайте историята на редакциите на оригиналната страница, както и на преводната страница, за да видите списъка на съавторите. ВАЖНО: Този шаблон се отнася единствено до авторските права върху съдържанието на статията. Добавянето му не отменя изискването да се посочват конкретни източници на твърденията, които да бъдат благонадеждни. |